# Úrsula Corberó
Úrsula Corberó, född 11 augusti 1989 i Barcelona, är en spansk skådespelare.
Corberó har bland annat medverkat i TV-serierna La casa de papel och Dödliga flammor. Hon kommer även medverka i kommande filmen Lift.

## Filmografi (i urval)
- 2017–2021 – La casa de papel (TV-serie)
- 2023 – Dödliga flammor (TV-serie)
- 2024 – Lift